# 1ª Divisão 1992-1993 (hockey su pista)
La 1ª Divisão 1992-1993 è stata la 53ª edizione del torneo di primo livello del campionato portoghese di hockey su pista. La competizione è iniziata il 24 ottobre 1992 e si è conclusa il 23 maggio 1993. Il torneo è stato vinto dal Barcelos per la prima volta nella sua storia.

## Stagione

### Formula
La 1ª Divisão 1992-1993 vide ai nastri di partenza quattordici club; la manifestazione fu organizzata con un girone all'italiana, con gare di andata e ritorno per un totale di 30 giornate: erano assegnati tre punti per l'incontro vinto e due punti a testa per l'incontro pareggiato, mentre ne era attribuito uno solo per la sconfitta. Al termine del campionato la squadra prima classificata venne proclamata campione del Portogallo. Le squadre classificate dal dodicesimo al quattordicesimo posto retrocedettero direttamente in 2ª Divisão, il secondo livello del campionato.

## Classifica finale
|       | Pos. | Squadra           | Pt | G  | V  | N | P  | GF  | GS  | DR   |
| ----- | ---- | ----------------- | -- | -- | -- | - | -- | --- | --- | ---- |
|       | 1.   | Barcelos          | 72 | 26 | 21 | 4 | 1  | 192 | 74  | +118 |
|       | 2.   | Porto             | 71 | 26 | 21 | 3 | 2  | 161 | 81  | +80  |
| [ 1 ] | 3.   | Benfica           | 71 | 26 | 21 | 3 | 2  | 240 | 96  | +144 |
|       | 4.   | Turquel           | 59 | 26 | 15 | 3 | 8  | 121 | 115 | +6   |
|       | 5.   | Oliveirense       | 57 | 26 | 13 | 5 | 8  | 136 | 100 | +36  |
|       | 6.   | Valongo           | 57 | 26 | 15 | 1 | 10 | 112 | 107 | +5   |
|       | 7.   | Sporting CP       | 54 | 26 | 13 | 2 | 11 | 138 | 113 | +25  |
|       | 8.   | Seixal            | 48 | 26 | 9  | 4 | 13 | 74  | 99  | 25   |
|       | 9.   | Paço de Arcos     | 48 | 26 | 8  | 6 | 12 | 112 | 122 | -10  |
|       | 10.  | Infante de Sagres | 42 | 26 | 6  | 4 | 16 | 95  | 148 | 53   |
|       | 11.  | Académica         | 42 | 26 | 6  | 4 | 16 | 108 | 148 | -40  |
|       | 12.  | Parede            | 38 | 26 | 5  | 2 | 19 | 97  | 200 | -103 |
|       | 13.  | Fisica            | 37 | 26 | 4  | 3 | 19 | 72  | 159 | -87  |
|       | 14.  | Oeiras            | 32 | 26 | 2  | 2 | 22 | 88  | 183 | -95  |

Legenda:
  Vincitore della Coppa del Portogallo 1992-1993.
      Campione del Portogallo e ammessa alla Coppa dei Campioni 1993-1994.
      Eventuali altre squadre ammesse alla Coppa dei Campioni 1993-1994.
      Ammessa in Coppa delle Coppe 1993-1994.
      Ammessa in Coppa CERS 1993-1994.
      Retrocesse in 2ª Divisão 1993-1994.
Note:
Tre punti a vittoria, due a pareggio, uno a sconfitta.